# سدیم استارات
سدیم استارات (به انگلیسی: Sodium stearate) یک ترکیب شیمیایی با شناسه پاب‌کم ۲۷۲۴۶۹۱ است. شکل ظاهری این ترکیب، جامد سفید است.
استئارات سدیم ، نمک سدیم اسید استئاریک است که Ph  آن در ناحیه بازی قرار دارد و حالت فیزیکی آن پودر یا گرانول سفید رنگ است . استئارات سدیم هر دو بخش آب دوست hydrophilic  و آب گریز hydrophobic را دارد . از این ماده در فرمولاسیون ابتدایی انواع چربی گیرها استفاده می‌شود.
استئارات سدیم نمک سدیم اسید استئاریک است. این جامد سفید رایج‌ترین صابون است.، که در بسیاری از انواع دئودورانتها جامد، لاستیک، رنگ‌های لاتکس، و جوهر یافت می‌شود و جزئی از برخی افزودنی‌های مواد غذایی و طعم دهنده غذا است.
استئارات سدیم نمک سدیم اسید استئاریک یا سایر اسیدهای چرب است. این جامد سفید رایج‌ترین صابون است.، که در بسیاری از انواع دئودورانتها ی جامد، لاستیک، رنگ‌های لاتکس، و جوهر یافت می‌شود و جزئی از برخی افزودنی‌های مواد غذایی و طعم دهنده غذا است. از این ماده در فرمولاسیون ابتدایی انواع چربی گیرها استفاده می‌شود.
استئارات سدیم دارای دو بخش آبدوست و آبگریز است. این دو اجزای شیمیایی مختلف را وادار به تشکیل  fanchem micelles می‌کند ، که از بیرون سر آبدوست و از داخل سر آبگریز فعال می‌باشد .
همچنین در صنعت داروسازی به عنوان یک سورفاکتانت برای کمک به حلالیت ترکیبات آبگریز در تولید اسفنج‌های مختلف دهان استفاده می‌شود.
استئارات سدیم  KSN1016 به عنوان یک جزء اصلی از صابون پس از صابون از روغن و چربی تولید می‌شود. درصد استئارات سدیم بستگی به چربی مواد تشکیل دهنده می‌باشد . پیه نهنگ و غیره که برای شمع سازی بکار میرود است به خصوص در محتوای اسید استئاریک (تری گلیسرید)، در حالی که اکثر چربی تنها حاوی چند درصد است.
استئارات سدیم KSN1016 یک ماده بسیار کاربردی در فرمولاسیون‌های آرایشی است. این  ماده می‌تواند امولسیون‌ها را محصول ضخیم تر، غلیظ تر کند .
استئارات سدیم نیز از ترکیبات عمده صابون است.  استئارات سدیم،  یک عنصر است که نقش کلیدی در بعضی از پاک کننده‌های پوست دارد.
این ترکیب از اسید استئاریک با آب قلیایی تولید می‌شود، مانند بسیاری از صابون ها، آن را از هر دو چربی و قلیایی تشکیل شده‌است. سورفکتانت‌ها از دو بخش ساخته شده‌است - یکی از بخش (هیدروفیل) جذب آب و  بخش دیگر (آبگریز ) .
سدیم استئارات عامل emulsifying، سورفکتانت و یک عامل ضد آب است. این ترکیب اصلی در صابون، دئودورانتها جامد و برخی از صابون رختشویی است. موارد مصرف دیگر که در آن استئارات سدیم استفاده می‌شود عبارتند از: جوهر، رنگ لاتکس، لاستیک و شتاب دهنده است
استئارات سدیم در صنایع گوناگون کاربرد دارد، از میان کاربردهای این ماده می‌توان به موارد زیر اشاره کرد:
1-عامل پخت در صنایع لاستیک و لاستیک خام latex
2-مرکب ، شوینده و ...
3-در صنایع مختلف به عنوان surfactant
4-در صنایع آبکاری ، برای سهولت در فورجینگ
این ماده در آب سرد نامحلول بوده با افزایش دمای آب انحلال آن به سرعت افزایش می یابد. استئارات سدیم در آب بالای 60 درجه به راحتی و مقدار زیاد حل می گردد. این محلول  پس از سرد شدن ژل می‌دهد. 